# جائزة كندا الكبرى 1983
جائزة كندا الكبرى 1983 هو سباق فورمولا 1 أقيم بتاريخ 12 يونيو 1983 في حلبة جيل فيلنوف، مونتريال، كيبك، كندا. كان الثامن من أصل 15 في بطولة العالم لسباقات الفورمولا واحد موسم 1983. حلّ الفرنسي رينيه أرنو أولا بينما جاء الأمريكي إدي شيفر في المركز الثاني وحصل على المركز الثالث الفرنسي باتريك تامباي.